# Chinook (hop)
Chinook is een hopvariëteit, gebruikt voor het brouwen van bier.
Deze hopvariëteit is een “dubbeldoelhop”, bij het bierbrouwen gebruikt zowel voor zijn aromatische als zijn bittereigenschappen. Deze Amerikaanse variëteit werd in 1985 op de markt gebracht en is een kruising tussen Petham Golding en een Amerikaanse mannelijke plant (USDA 63012M) met hoog alfazuurgehalte en goede bewaarbaarheid.

## Kenmerken
- Alfazuur: 8 – 13%
- Bètazuur: 3 – 4%
- Eigenschappen: hoog alfazuur en zeer uitgesproken pompelmoeskarakter